# Toomas Savi

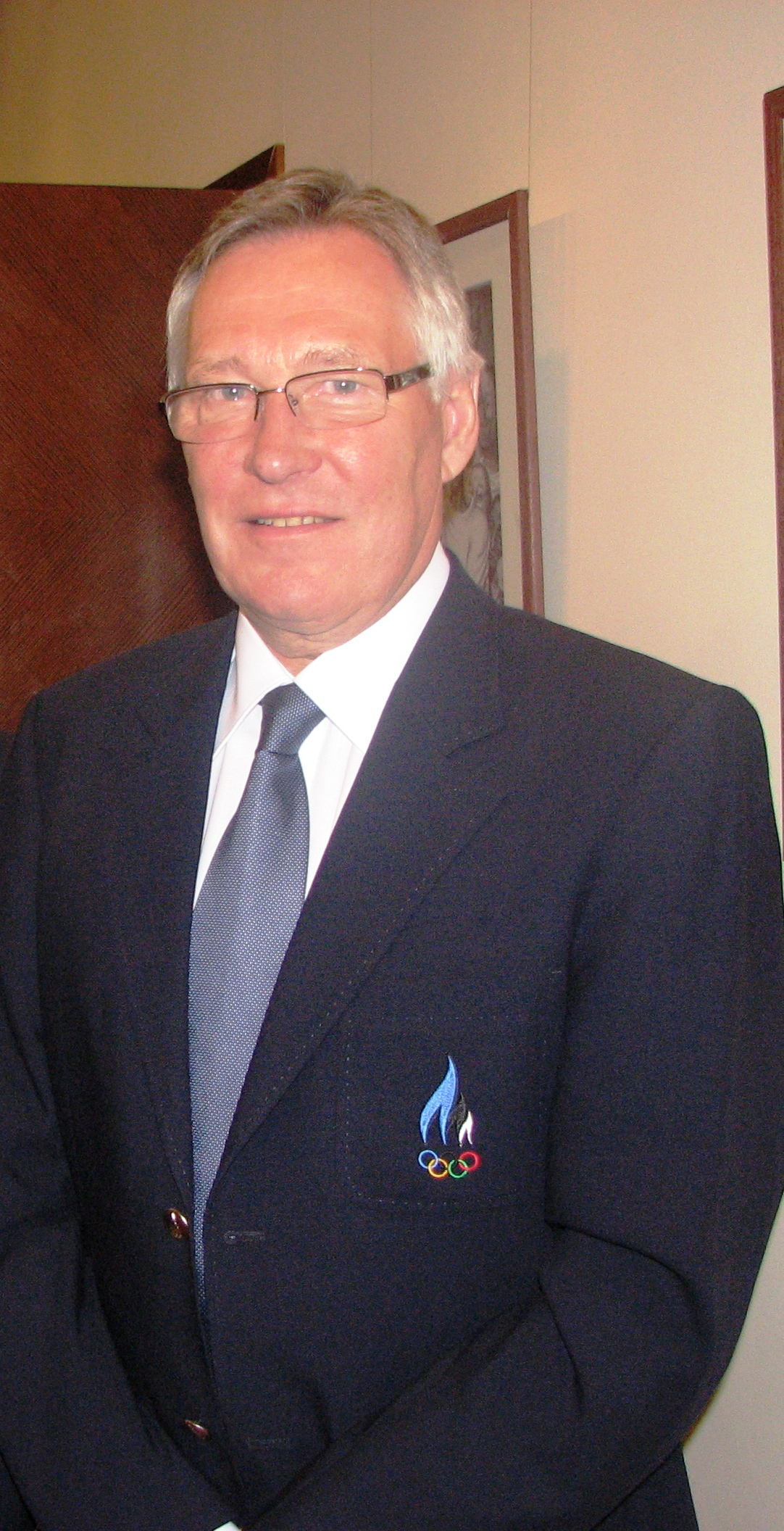
Toomas Savi (2010)

Toomas Savi (n. 30 decembrie 1942) este un om politic eston, membru al Parlamentului European în perioada 2004-2009 din partea Estoniei.
1. 1 2 3 4  Toomas Savi, Eesti spordi biograafiline leksikon, accesat în 18 noiembrie 2024
2. ↑  Deputații în Parlamentul European